# Dorcadion toropovi
Dorcadion toropovi là một loài bọ cánh cứng trong họ Cerambycidae.